# Giovanni Costanzo
Giovanni Costanzo (Biella, 14 marzo 1915 – Biella, 6 settembre 1961) è stato un calciatore e allenatore di calcio italiano È quarto nella record del maggior numero di realizzazioni complessive in Serie B.
Morì nel 1961 all'età di 46 anni dopo una lunga malattia.

## Carriera

### Calciatore
Attivo dai primi anni trenta fino agli anni immediatamente successivi alla Seconda guerra mondiale, ha indossato le maglie di Valle Cervo, Cremonese, Livorno, Spezia e Biellese.
Ha conquistato due promozioni in Serie A, entrambe con la maglia del Livorno, nelle stagioni 1936-1937 e 1939-1940, e due titoli consecutivi di capocannoniere della serie cadetta, entrambi con lo Spezia, nelle stagioni 1941-1942 (24 reti) e 1942-1943 (22 reti). Il suo record personale di realizzazioni in B è tuttavia della stagione 1946-1947, disputata con la squadra della sua città, la Biellese, (26 reti), ma fra i marcatori del girone venne superato da Boffi (32 reti, col Seregno); proprio con la maglia della Biellese, all'ultima partita della squadra in Serie B, nel 1947, si fratturò per la seconda volta la gamba destra.
Costanzo disputò anche due stagioni in Serie A, con la maglia del Livorno, totalizzando complessivamente 12 presenze e 2 reti, entrambi nel campionato 1937-1938: il primo gol nella vittoria in trasferta del 17 aprile 1938 (29ª giornata) contro la Triestina per 2-0 e la prima rete della gara del 24 aprile 1938 (30ª giornata) Livorno-Bologna, terminata 3-2 per i toscani.
Dal 1934 al 1947 ha complessivamente totalizzato in Serie B 143 reti (comprendendo però anche 13 reti messe a segno nel campionato misto di Serie B-C Alta Italia 1945-1946), fatto che costituisce un record tuttora imbattuto recentemente avvicinato ma non superato da Stefan Schwoch con 135 realizzazioni (anche se Schwoch ha realizzato tutti i gol in campionati a girone unico mentre per Costanzo vengono computate, oltre che le reti del campionato misto 1945-1946, anche quelle della stagione 1946-1947, disputata in tre gironi).

### Allenatore
Terminata la carriera di giocatore allenò il Vigevano che portò dalla IV Serie alla Serie B nel giro di tre anni guadagnandosi il Seminatore d'oro della categoria, per poi passare alla Biellese nel 1958-1959 e l'anno successivo al Venezia.

## Palmarès

### Giocatore

#### Club

##### Competizioni nazionali
- Serie B: 1

Livorno: 1936-1937
- Serie C: 1

Biellese: 1947-1948

#### Individuale
- Capocannoniere della Serie B: 2

1941-1942 (24 reti), 1942-1943 (22 reti, alla pari con Luigi Gallanti)

### Allenatore

#### Competizioni nazionali
- IV Serie: 1

Vigevano: 1954-1955